# Maurice Elvey
Maurice Elvey, nato William Seward Folkard (Stockton-on-Tees, 11 novembre 1887 – Brighton, 28 agosto 1967), è stato un regista, sceneggiatore e produttore cinematografico inglese.
La sua prolificità di regista lo portò a dirigere film non sempre di alto valore, alcuni anche abbastanza superficiali. Ma molti dei suoi lavori, specie quelli del periodo muto, mostrano la mano di un artigiano simpatico e fantasioso, il cui ruolo nel plasmare il cinema britannico è stato ingiustamente trascurato a favore di registi coevi più appariscenti ma anche meno esperti.

## Biografia
Nato l'11 novembre 1887, lasciò giovanissimo Stockton-on-Tees, la cittadina natale, per andare a cercare fortuna a Londra. Nella capitale inglese, fece svariati lavori, dal lavapiatti al fattorino d'albergo, fino ad approdare in teatro, dove iniziò a recitare. Ambizioso e testardo, lavorando duramente, Elvey arrivò presto alla regia e alla produzione di commedie, formando una propria compagnia teatrale prima di rivolgersi al cinema nel 1912. Il suo nome appare nel cast di alcune produzioni di Broadway degli anni dieci.

### Carriera cinematografica
Elvey diresse numerose pellicole per la Motograph e per la British & Colonial Kinematograph Company. Drammi o commedie, molti di questi film erano interpretati da Elisabeth Risdon e Fred Groves. Alla fine della prima guerra mondiale, i lungometraggi di Elvey ebbero un buon successo di pubblico, diventando molto popolari. Sono conosciuti soprattutto i suoi film biografici su Florence Nightingale, l'ammiraglio Horatio Nelson e David Lloyd George. Questi film rivelano in Elvey una personalità da Giano bifronte. La materia trattata aveva un taglio fortemente tradizionale e seguiva il solco dell'agiografia vittoriana, però con tocchi sorprendentemente moderni, con il regista che usava in maniera innovativa il montaggio e l'impianto scenico nelle scene di massa. Si è sostenuto che se The Life Story of David Lloyd George, il suo film sullo statista gallese, non fosse stato fatto sparire per motivi politici, il cinema britannico probabilmente avrebbe preso una strada diversa. La riscoperta di questo film straordinario ha imposto una nuova rivalutazione del cinema del Regno Unito e dello stesso Elvey.
All'inizio degli anni venti, Elvey diventò direttore capo della Stoll, una casa di produzione nota per i suoi adattamenti cinematografici di lavori letterari dal livello qualitativamente modesto. Elvey si distinse per aver dato impulso a una produzione dalle caratteristiche nazionali. Nel 1924, si recò negli Stati Uniti dove fece cinque film per la Fox Film Corporation. Tornò in patria nel 1925, mettendo a buon frutto la sua esperienza in alcuni film: nel melodramma anglo-tedesco Tragödie Einer Ehe e in Hindle Wakes, Roses of Picardy, Palais de Dance, High Treason. Tutti film che dimostrano consapevolezza nell'uso della narrazione visiva e senso dello spettacolo, cose che mancano nei suoi lavori successivi. Hindle Wakes, in particolare, è un esempio riuscito di film che mescola abilmente realismo e melodramma.
Negli anni trenta, la sua irrefrenabile energia lo portò lavorare su tutta la gamma della produzione britannica, sia sui film del tipo buona la prima, sia su prodotti più ambiziosi, per la Gaumont-British e l'Ealing. Nel 1943, Elvey collaborò con Leslie Howard - poco prima che questi morisse a causa di un attacco tedesco all'aereo su cui viaggiava - in un paio di pellicole che sostenevano la causa bellica della Gran Bretagna. Degni di considerazione sono anche i film drammatici che girò per la British National. Continuò a dirigere fino a quando, per problemi alla vista, non fu costretto a ritirarsi nel 1957.
Maurice Elvey morì a Brighton il 28 agosto 1967.

### Matrimoni
Elvey si sposò tre volte. La prima con l'attrice Philippa Preston. La seconda con Florence Hill Clarke, la terza con l'attrice Isobel Elsom che aveva conosciuto sul set di The Wandering Jew nel 1923. La coppia fece insieme otto film.

## Filmografia

### Regista

#### 1913
- Popsy Wopsy (1913)
- The Fallen Idol (1913)
- Bridegrooms Beware (1913)
- The Great Gold Robbery (1913)
- Maria Marten, or: The Murder in the Red Barn (1913)
- Topsy Wopsy (1913)

#### 1914
- The Idol of Paris (1914)
- The Cup Final Mystery (1914)
- Inquisitive Ike (1914)
- In the Days of Trafalgar (1914)
- The Loss of the Birkenhead (1914)
- The Suicide Club (1914)
- Beautiful Jim (1914)
- Lest We Forget (1914)
- The Bells of Rheims (1914)
- Her Luck in London (1914)
- It's a Long Long Way to Tipperary (1914)
- The White Feather (1914)
- The Sound of Her Voice (1914)

#### 1915
- Gilbert Gets Tiger-Itis (1915)
- Honeymoon for Three (1915)
- There's Good in Everyone (1915)
- Midshipman Easy (1915)
- Gilbert Dying to Die (1915)
- Florence Nightingale (1915)
- From Shopgirl to Duchess (1915)
- London's Yellow Peril (1915)
- Her Nameless Child (1915)
- Grip (1915)
- Home (1915)
- Charity Ann (1915)
- Love in a Wood (1915)
- A Will of Her Own (1915)
- Fine Feathers (1915)

#### 1916
- Driven (1916)
- Esther (1916)
- Meg the Lady (1916)
- Mother Love (1916)
- Vice Versa (1916)
- Money for Nothing (1916)
- When Knights Were Bold (1916)
- Trouble for Nothing (1916)
- The Princess of Happy Chance (1916)
- The King's Daughter (1916)

#### 1917
- Smith (1917)
- The Grit of a Jew (1917)
- The Woman Who Was Nothing (1917)
- Justice (1917)
- The Gay Lord Quex (1917)
- Flames (1917)
- Mary Girl (1917)

#### 1918
- Hindle Wakes (1918)
- The Life Story of David Lloyd George (1918)
- The Greatest Wish in the World (1918)
- Goodbye (1918)
- Adam Bede (1918)
- Nelson (1918)

#### 1919
- Comradeship (1919)
- Quinneys, co-regia Herbert Brenon e Rex Wilson (1919)
- Keeper of the Door (1919)
- Dombey and Son (1919)
- The Rocks of Valpre (1919)
- God's Good Man (1919)
- Oriente tragico (1919)
- The Elusive Pimpernel (1919)
- The Swindler (1919)

#### 1920
- Bleak House (1920)
- The Amateur Gentleman (1920)
- At the Villa Rose (1920)
- The Hundredth Chance (1920)
- A Question of Trust (1920)
- The Tavern Knight (1920)
- The Victory Leaders (1920)

#### 1921
- Innocent (1921)
- The Yellow Face o The Adventures of Sherlock Holmes #4: The Yellow Face (1921)
- The Tiger of San Pedro (1921)
- The Solitary Cyclist (1921)
- The Solitary Cyclist
- The Resident Patient (1921)
- The Red-Haired League (1921)
- The Priory School (1921)
- The Noble Bachelor (1921)
- The Man with the Twisted Lip o The Adventures of Sherlock Holmes #8: The Man with the Twisted Lip (1921)
- The Empty House o The Adventures of Sherlock Holmes #12: The Empty House (1921)
- The Dying Detective (1921)
- The Devil's Foot (1921)
- The Copper Beeches (1921)
- The Beryl Coronet o The Adventures of Sherlock Holmes#9: The Beryl Coronet (1921)
- A Scandal in Bohemia (1921)
- A Case of Identity o The Adventures of Sherlock Holmes#3: A Case of Identity (1921)
- A Gentleman of France (1921)
- The Tragedy of a Comic Song (1921)
- Il cane di Baskerville (The Hound of the Baskervilles) (1921)
- The Fruitful Vine (1921)
- A Romance of Wastdale (1921)
- The Adventures of Sherlock Holmes (1921)

#### 1922
- The Passionate Friends (1922)
- Man and His Kingdom (1922)
- Running Water (1922)
- Dick Turpin's Ride to York (1922)
- A Debt of Honour (1922)

#### 1923
- The Wandering Jew (1923)
- The Sign of Four (1923)
- Guy Fawkes (1923)
- The Royal Oak (1923)
- Sally Bishop (1923)
- Don Quixote (1923)

#### 1924
- Henry, King of Navarre (1924)
- Slaves of Destiny (1924)
- The Love Story of Aliette Brunton (1924)
- My Husband's Wives (1924)
- Folly of Vanity co-regia Henry Otto (1924)
- Curlytop (1924)

#### 1925
- She Wolves (1925)
- Every Man's Wife (1925)

#### 1926
- Windsor Castle (1926)
- The Tower of London (1926)
- Kenilworth Castle and Amy Robsart (1926)
- Glamis Castle (1926)
- Baddesley Manor: The Phantom Gambler (1926)
- The Woman Tempted (1926)

#### 1927
- Tragödie einer Ehe (1927)
- Mademoiselle from Armentieres
- Roses of Picardy (1927)
- The Glad Eye
- Hindle Wakes (1927)
- The Flight Commander
- The Flag Lieutenant (1927)
- Quinneys (1927)

#### 1928
- Mademoiselle Parley Voo
- Balaclava la valle della morte (Balaclava), co-regia di Milton Rosmer (1928)
- Palais de danse
- You Know What Sailors Are

#### 1929
- High Treason

#### 1930
- School for Scandal

#### 1931
- Sally in Our Alley (1931)
- La terribile notte nuziale (A Honeymoon Adventure)
- Potiphar's Wife

#### 1932
- Frail Women
- The Water Gipsies
- Avventurieri galanti o Settimo non rubare (Diamond Cut Diamond), co-regia di Fred Niblo (1932)
- The Lodger (1932)
- The Marriage Bond

#### 1933
- Soldiers of the King
- The Lost Chord (1933)
- I Lived with You
- This Week of Grace
- The Wandering Jew

#### 1934
- Lily of Killarney (1934)
- L'uomo che vide il futuro (The Clairvoyant) (1934)
- Love, Life and Laughter
- Princess Charming
- My Song for You
- Road House

#### 1935
- In a Monastery Garden (1935)
- Heat Wave (1935)
- The Tunnel (1935)

#### 1936
- Spy of Napoleon
- The Man in the Mirror

#### 1937
- Change for a Sovereign
- Who Killed John Savage?
- Melody and Romance
- A Romance in Flanders

#### 1938
- Who Goes Next?
- Return of the Frog
- Lightning Conductor

#### 1939
- Sword of Honour (1939)
- Sons of the Sea
- A People Eternal

#### Anni quaranta
- The Spider (1940)
- For Freedom, co-regia di Castleton Knight (1940)
- Under Your Hat
- Room for Two (1940)
- Goofer Trouble
- Salute John Citizen
- Sesso gentile (The Gentle Sex) (collaborazione con Leslie Howard non accreditata) (1943)
- La lampada arde (The Lamp Still Burns) (1943)
- Medal for the General
- Strawberry Roan
- Felicità proibita (Beware of Pity) (1946)

#### Anni cinquanta
- The Third Visitor (1951)
- The Late Edwina Black (1951)
- My Wife's Lodger (1952)
- The Great Game (1953)
- House of Blackmail (1953)
- È necessaria la luna di miele? (Is Your Honeymoon Really Necessary?) (1953)
- What Every Woman Wants (1954)
- The Gay Dog (1954)
- The Harassed Hero (1954)
- The Happiness of Three Women (1954)
- You Lucky People (1955)
- Room in the House (1955)
- Fun at St. Fanny's (1955)
- Dry Rot (1956)
- Stars in Your Eyes (1956)
- Second Fiddle (1957)

### Regista tv
- Run to Earth, episodi di White Hunter (1958)

### Produttore
- When Knights Were Bold, regia di Maurice Elvey (1916)
- Masks and Faces, regia di Fred Paul (1917)
- Her Greatest Performance, regia di Fred Paul (1919)
- Dombey and Son, regia di Maurice Elvey (1919)
- The Woman Tempted
- Roses of Picardy
- Hindle Wakes
- A Sister to Assist 'Er
- The Flight Commander
- A Woman in Pawn
- The Arcadians
- Il grande veleno, regia di Georg Jacoby (1928)
- Mademoiselle from Armentieres
- Palais de danse
- What Money Can Buy
- Smashing Through
- The Glad Eye
- Sailors Don't Care
- A Sister to Assist 'Er
- School for Scandal
- Sword of Honour, regia di Maurice Elvey (1939)
- Medal for the General
- Felicità proibita (Beware of Pity)

### Sceneggiatore
- Maria Marten, or: The Murder in the Red Barn, regia di Maurice Elvey (1913)
- Fine Feathers, regia di Maurice Elvey (1915)
- A Will of Her Own
- Driven, regia di Maurice Elvey (1916)
- Esther, regia di Maurice Elvey (1916)
- The Sign of Four, regia di Maurice Elvey (1923)
- The Glad Eye
- Potiphar's Wife
- Melody and Romance
- Sons of the Sea
- L'ultimo uomo da impiccare (The Last Man to Hang?)

### Attore
- The Fallen Idol, regia di Maurice Elvey (1913)
- Maria Marten, or: The Murder in the Red Barn, regia di Maurice Elvey (1913)
- The Cup Final Mystery, regia di Maurice Elvey (1914)

## Spettacoli teatrali
- The Scarlet Pimpernel, della Baronessa Orczy e di Montague Barstow (Broadway, 24 ottobre 1910)
- Henry of Navarre, di William Devereaux (Broadway, 28 novembre 1910)
- Fanny's First Play, di George Bernard Shaw (Broadway, 16 settembre 1912)
- Beauty and the Jacobin, di Booth Tarkington (Broadway, 29 novembre 1912)
- The Poetasters of Ispahan, di Clifford Bax (Broadway, 29 novembre 1912)
- The Gentleman from Number 19, di Mark Swan (Broadway, 1º maggio 1913)